# Kunieda Shingo
Kunieda Shingo (国枝 慎吾, sinh ngày 21 tháng 2 năm 1984 ở Tokyo) là một vận động viên quần vợt xe lăn chuyên nghiệp người Nhật. Kunieda thuận tay phải, mặt sân sở trường của anh là sân cứng và huấn luyện viên của anh đang là Hiromichi Maruyama. Anh là cựu số 1 và giành được giải ITF World Champion từ năm 2007 đến năm 2010. Anh cũng là cựu số 1 ở đôi. Vào năm 2009 và 2010, Kunieda vô địch 3 danh hiệu Grand Slam ở đơn. Từ năm 2007 và 2008, Kunieda giành được ba danh hiệu Masters. Kunieda là vận động viên duy nhất giữ được nhiều danh hiệu đơn nam ở Thế vận hội dành cho người khuyết tật. Ngoài ra, Kunieda đã giành được một tấm huy chương vàng ở đôi tại Paralympic mùa hè 2004 và đã là một phần hai trận thắng ở World Team Cup.
Kunieda đã có một chiến thắng liên tiếp trong ba năm, 106 trận. Kỉ lục đó bắt đầu sau khi anh thua ở Masters 2007 và kết thúc bởi Stéphane Houdet tại trận bán kết Masters 2010. Từ tháng 1 năm 2014 đến tháng 12 năm 2015, Kunieda đã có 77 trận thắng lớn cho đến khi bị Joachim Gerard thắng vòng đấu của giải NEC Masters 2015. Mặc dù thua ở vòng bảng nhưng Kunieda vẫn đi tiếp vào trận bán kết và đến khi anh vào chung kết thì thua Gerard.

## Cuộc sống
Do một khối u trong tủy sống của anh khi anh lên 9 tuổi, anh đã bị tê liệt ở nửa dưới cơ thể của mình. Kunieda sử dụng một chiếc xe lăn Ox Engineering. Anh tốt nghiệp Trường Đại học Reitaku và hiện đang làm việc cho cho Đại học Reitaku.

## Sự nghiệp

### 2005-2008
Thắng Prostĕjov, Daegu, Seoul, First Super Series đầu tiên ở Fukuoka. Bị thua trong trận bán kết của giải Mỹ Mở rộng dù có 3 điểm match points. Thua ở trận chung kết đôi Mỹ Mở rộng. Thắng ở Atlanta, San Diego và Hiroshima. Á quân tại Masters. Thua San Diego với Houdet. Thắng Hiroshima với Fujimoto. Tại Masters thua ở bán kết với Ammerlaan nhưng đã đi vào vòng tranh hạng ba. Á quân ở Nottingham, vô địch Wimbledon. Thắng Paris Deagu Seoul.
Kunieda bắt đầu năm 2007 khi anh trở lại vị trí số 1 sau vô địch giải Úc Mở rộng trong 3 set. Anh đã giành được các giải Masters tại Grand Slam với các danh hiệu ở Paris và New York. Thắng ở Boca Raton, Fukuoka, Nottingham, Utrecht, San Diego. Anh cũng vào trận chung kết ở Sydney, Prostějov, Paris. Tuy nhiên, anh chỉ có thể vào trận bán kết ở Atlanta và Masters. Kunieda hoàn thành năm là Nhà vô địch Thế giới. Với Ammerlaan, anh vô địch Úc Mở rộng, danh hiệu Masters đầu tiên của họ với tư cách là một đội. Ở giải Masters khác, Kunieda thua ở trận chung kết Roland Garros và Wimbledon nhưng vô địch ở New York với Saida. Với Jeremiasz, anh thắng giải đôi ở Sydney. Anh cũng chơi với Saida khi họ chiến thắng ở Boca Raton, Fukuoka, Paris, Nottingham và Atlanta. Thua  trận chung kết ở Utrecht và San Diego khi là một đội. Là một đội, họ chỉ có thể đến bán kết của giải Masters. Kunieda là một người trong đội tuyển Nhật Bản vô địch World Team Cup.
Năm 2008, Kunieda giành được cả hai danh hiệu Masters ở Melbourne và Paris. Kunieda cũng giành danh hiệu ở Pensacola, Boca Raton, Fukuoka và Nottingham. Tại Paralympic, Kunieda cũng giành được danh hiệu. Với Saida, anh giành được giải Úc Mở rộng. Là một đội, họ giành được danh hiệu ở Pensacola, Boca Raton, Fukuoka. Thua ở Nottingham. Tại Paralympic, Kunieda và Saida đã thua ở vòng bán kết nhưng vẫn giành được huy chương đồng. Với Scheffers, anh vô địch Roland Garros. Kunieda đã vào cả hai trận chung kết ở Sydney nhưng không thể chơi do trời mưa. Kunieda đã đoạt giải ITF World Champion năm 2008.

### 2009-2012
2009, Kunieda giành được danh hiệu Grand Slam. Kunieda giành được danh hiệu ở Sydney, Nottingham và St. Louis. Kunieda đoạt được giải ITF World Champion năm 2009. Ở đôi với Ammerlaan, anh giành được giải Úc Mở rộng. Là một đội, họ thắng được ở Sydney và St. Louis. Họ cũng lọt vào trận chung kết Wimbledon. Thắng ở Daegu với Saida đã giúp đội vào vị trí số 4.
Năm 2010, Kunieda giành được cả hai danh hiệu ở Fukuoka và Paris. Kunieda giành được cả hai danh hiệu ở St. Louis và giành được trận đấu đơn thứ 100 trong quá trình này. Anh cũng giành được danh hiệu đơn ở Kobe. Giành được cả hai danh hiệu tại Úc Mở rộng và Roland Garros; bao gồm cả hai điểm match points ở Melbourne đẻ giữ vững tiến trình. Thắng ở giải Mỹ Mở rộng. Kunieda thua ở bán kết của giải masters đôi và masters. Kunieda hoàn thành mùa giải của mình bằng cách dành hai huy chương vàng ở Đại hội Thể thao Người khuyết tật châu Á, thắng trước khi đánh đôi với Saida. Anh hoàn thành năm khi là ITF World Champion.

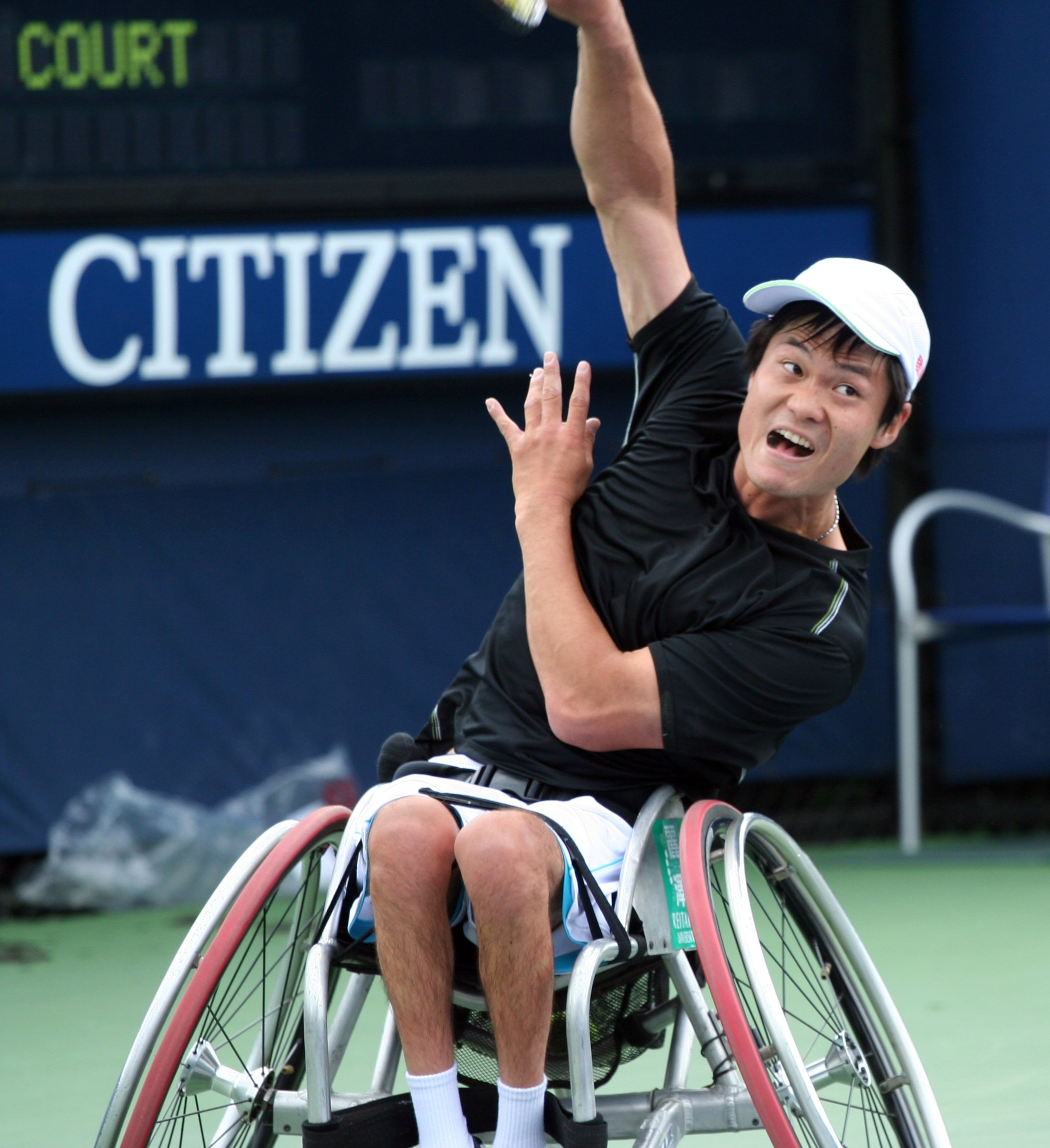
Kunieda tại Giải quần vợt Mỹ Mở rộng 2009

Năm 2011 đã chứng kiến thấy Kunieda giành được danh hiệu ở Sydney, Kobe, Fukuoka và Paris. Một chấn thương khuỷu tay đã buộc Kunieda phải rút lui ra khỏi trận chung kết Mỹ Mở rộng. Tại Grand Slams, Kunieda giành được cả hai danh hiệu tại Úc Mở rộng. Tại Roland Garros, anh đã thua trong trận bán kết nhưng đã giành giải Mỹ Mở rộng. Thua ở trận chung kết đôi Sydney, giành được Kobe và Nhật Bản ở đôi.
Kunieda bắt đầu mùa giải 2012 của mình với trận bán kết ở giải Nhật Bản Mở rộng. Sau đó, anh và quốc gia của mình vào đến trận bán kết World Team Cup. Kunieda thua trong trận chung kết ở Roland Garros nhưng giành được đôi. Kunieda đã trở lại chiến thắng bằng cách thắng giải Pháp Mở rộng, nơi ở trận bán kết anh đã đánh bại Houdet 12-10 trong loại tiebreak của set. Anh cũng giành giải Thụy Sĩ Mở rộng và lần thứ tư vô địch giải British Open. Sau đó, anh trở thành người đầu tiên bảo vện thành công danh hiệu đơn ở đơn nam Paralympic Games. Tại Masters 2012, Kunieda cuối cùng vô địch danh hiệu đó.

"Tôi cảm thấy mệt mỏi, nhưng tôi đã làm rất tốt, đó là điều không thể tin nổi. Tháng 1 và tháng 2 là thời điểm khó khăn đối với tôi". "Tôi đã làm việc chăm chỉ để có thể đến và giành chiến thắng. Đó là ước mơ của tôi và đến đây nó đã trở thành hiện thực." 

## Danh hiệu Grand Slam

### Đơn
- Giải quần vợt Úc Mở rộng: Vô địch (2007, 2008, 2009, 2010, 2011, 2013, 2014, 2015)
- Giải quần vợt Roland-Garros: Vô địch (2007, 2008, 2009, 2010, 2014, 2015)
- Giải quần vợt Mỹ Mở rộng: Vô địch (2007, 2009, 2010, 2011, 2014, 2015)

### Đôi
- Úc Mở rộng: Vô địch (2007, 2008, 2009, 2010, 2011, 2013, 2014, 2015)
- Pháp Mở rộng: Vô địch (2008, 2010, 2011, 2012, 2013, 2015)
- Giải Vô địch Wimbledon: Vô địch (2006, 2013, 2014)
- Mỹ Mở rộng: Vô địch (2007, 2014)